# Lenka Pavlacká
Lenka Pavlacká rozená Štěrbová (* 8. srpna 1994 Pardubice) je českou reprezentantkou v dálkovém plavání a absolventkou 3. LF UK. Od března 2024 je lékařkou Porodnicko-gynekologické kliniky Pardubické nemocnice.
Je 30x Mistryní České republiky v dálkovém plavání (11x na 20 km, 9x na 10 km, 4x na 5 km, 6x na 5 km v bazénu - indoor) a Mistryně ČR v bazénu na 400 m polohový závod. Zvítězila 13x v celkovém hodnocení Českého poháru v dálkovém plavání.
Startovala na 6 Mistrovstvích světa plavání (2015 Kazaň, 2017 Balatón, 2019 Yesu, 2022 Budapešť, 2023 Fukuoka, 2024 Doha) a nejlepší umístění - 11. dosáhla v roce 2017 na 25 km. Plavala na 4 Mistrovstvích Evropy (2014 Berlín, 2016 Horn, 2018 Glasgow, 2021 Budapešť). Na jednom Mistrovství světa juniorů (2012) a dvou Mistrovstvích Evropy juniorů (2011, 2012).

## Přeplavba Lamanšského průlivu (kanálu La Manche)
9. září 2010 přeplavala Kanál La Manche (English channel) jako 15. plavec ČR (4. žena) v čase 9:22:00 a stále se českou rekordmankou co by nejmladší přemožitel. Při tradičním vyhlašování cen na konci roku obdržela ocenění Fastest Swim on the Highest Tide a Youngest Successful Swimmer.

## Zimní plavání
Na Štěpána 2024 vyhrála podesáté nejstarší český otužilecký závod Memoriál Alfreda Nikodéma na 750 metrů v ledové Vltavě pod Národním divadlem. 